# Katharina Weissenborn (Künstlerin)
Katharina Auguste Wilhelmine Weissenborn (* 14. November 1884 in Jena; † 16. April 1978 in Überlingen) war eine deutsche Malerin, Grafikerin und Schriftstellerin.

## Leben
Katharina Weissenborn wurde am 14. November 1884 in Jena geboren und wuchs in einer gutbürgerlichen Akademikerfamilie auf. Früh wurde ihr künstlerisches Talent durch die Eltern gefördert, die ihr nach der Schule ein Jahr privaten Zeichenunterricht in Dresden bei Georg Lührig, Georg Erler und Georg Jahn ermöglichten. 1902 wurde sie als erste Frau an der Großherzoglich-Sächsischen Kunstschule zu Weimar angenommen und studierte dort vier Jahre. In Weimar wurde Weissenborn seit 1903 von Hans Olde unterrichtet, der die Weimarer Kunstschule von 1902 bis 1910 leitete. Auch der Bildhauer und Maler Sascha Schneider war ihr Lehrer. Zu ihren Kommilitonen zählte unter anderem Max Beckmann. 
Bereits während des Studiums führten sie Studienreisen nach Paris, Worpswede und Südengland. Aufgrund ihrer Vorbildung erhielt Weissenborn die Erlaubnis, an der Königlichen Kunstschule zu Berlin das Examen als Kunsterzieherin für Höhere Schulen und Ausbildungsstätten zu absolvieren. Es folgte eine einjährige Unterrichtstätigkeit am Lehrerinnenseminar in Erfurt. Während eines weiteren Studienaufenthalts in Paris stellte der Salon d’Automne einige ihrer Werke aus. 1911 zog die alleinstehende Weissenborn nach Alexandria in Ägypten, wo sie an Ausgrabungen teilnahm, malte, schrieb, unterrichtete und sich an Ausstellungen beteiligte. Mit Ausbruch des Ersten Weltkrieges kehrte sie nach Deutschland zurück, um sich nach 1918 erneut in Ägypten niederzulassen. Es folgten künstlerisch fruchtbare Jahre in Palästina, Indien und Nepal.
Mit Ausbruch des Zweiten Weltkrieges kehrte Katharina Weissenborn 1939 nach Weimar zurück, musste jedoch aufgrund der Bombardierungen häufig ihren Wohnort wechseln und verlor dadurch einige ihrer Werke und Manuskripte. Nach 1945 richtete sie sich als gewerkschaftlich organisierte thüringische Künstlerin ein Atelier ein und wurde Vorstandsmitglied des Freien Deutschen Gewerkschaftsbunds (FDGB), Bereich „bildende Kunst“, sowie im Kulturbund, wo sie sich für den kulturellen Neuaufbau des Landes engagierte. 
Durch den in Konstanz ansässigen Curt Weller Verlag, der die Gesamtherausgabe ihrer 40 Bücher übernehmen wollte, kam sie 1948 von Weimar an den Bodensee, wo sie zunächst einige Monate in einem Frauenwohnheim auf der Höri lebte. Da der Weller Verlag in Konkurs ging, erschien nur ein Buch von Katharina Weissenborn, die dennoch am Bodensee blieb. Sie lebte in Gaienhofen und pflegte Kontakte zu den Schriftstellern Hermann Hesse und Ludwig Finckh sowie zu dem in Hagnau lebenden Maler Julius Bissier. 1953 zog die 69-Jährige ein letztes Mal um und ließ sich in Meersburg nieder, wo sie schnell Anschluss an die Künstlerkreise des Internationalen Bodenseeclubs fand und schon bald als dessen Vizepräsidentin agierte. Für die Sektion „Bildende Kunst“ organisierte sie Ausstellungen sowie literarische Vorträge und beteiligte sich mehrfach an den jährlichen Kunstausstellungen in Singen. Bis ins hohe Alter fuhr Katharina Weissenborn regelmäßig nach Konstanz, um im Lyceumsclub Vorträge über fremde Länder zu halten. Am 16. April 1978 starb sie im Alter von 93 Jahren in Überlingen.
Der literarische und fotografische Nachlass befindet sich im Franz-Michael-Prugger-Archiv in Bregenz.

## Kunsthistorische Würdigung
Katharina Weissenborn hatte eine Doppelbegabung: Sie war nicht nur als Graphikerin und Malerin tätig, sondern schrieb auch über 40 Bücher, darunter Kinderbücher, Sachbücher, Romane und Gedichte. Vor allem ihre zahlreichen Reisen in den Orient und nach Asien verarbeitete sie in ihrem literarischen und bildkünstlerischen Werk.
Druckgraphische Techniken wie die Radierung oder der Farbholzschnitt, den sie laut eigenen Angaben so weiterentwickelte, dass die Farben stets frisch erscheinen, dienten ihr dabei als bevorzugtes Medium. Ihre Farbholzschnitte verblüffen durch ihre klare und feste Bildkomposition und realistischen Menschenportraits, die eine genaue Beobachtung voraussetzen und Weissenborns fundiertes Wissen über die orientalische und asiatische Kultur offenbaren. Ihre Faszination umfasste dabei sowohl die Gegenwart als auch die Blütezeit der Hochkulturen.
In einem Zeitungsartikel würdigt ein Kritiker ihre farbfrohen Holzstiche aus Ägypten und erkennt ihr virtuoses Spiel mit den unterschiedlichen Farben: „Miss Weissenborn’s etchings and coloured woodcuts on Egyptian life make a complete travel dairy full of graphic and realistic charms. Her visualisation of objects in still-life and landscapes is subtle and experienced. Her color-scheme is strong, confident and emphatic.“
Auffallend ist die motivische Nähe der Farbholzschnitte zu ihren aufgenommenen Photographien, was darauf schließen lässt, dass diese der Künstlerin als Vorlage dienten. Ähnliches lässt sich bei ihren Zeichnungen erkennen, die sich durch eine schnelle, skizzenhafte Strichführung auszeichnen. Einige der Radierungen und Farbholzschnitte, durch die sich Weissenborn zu Beginn des 20. Jahrhunderts einen Namen machte, gelangten als Geschenk der Künstlerin 1968 in die Sammlung des Kunstvereins Konstanz.
Neben Druckgraphiken schuf Weissenborn auch eine Vielzahl an Aquarellen und Ölgemälden, die den Einfluss des französischen Impressionismus deutlich erkennen lassen. Flüchtig und intuitiv werden Landschaften durch einen starken Farbenreichtum erfasst, der Farbauftrag erfolgte mit schnellem kurzem Pinselstrich, das Kolorit ist leuchtend, wird jedoch durch den Einbezug von Weiß immer wieder tonal gebrochen.
Obwohl die Werke von Katharina A.W. Weissenborn von angesehenen Persönlichkeiten und Museen gekauft wurden, wie es in den Glückwünschen der Stadt Meersburg zu ihrem 90. Geburtstag hieß, ist sie in der Kunstwelt kaum noch vertreten. Wie viele ihrer Zeitgenossinnen geriet auch Weissenborn weitgehend in Vergessenheit. Die meisten ihrer Werke befinden sich heute in Privatbesitz.

## Œuvre (Auswahl)

### Bildende Kunst

#### Öl auf Leinwand / Karton
- Die blaue Vase, Öl (ausgestellt 1947 auf der 1. Landesausstellung Bildender Künstler Thüringens in Erfurt)[3]
- Lichtenwiese. 1961, Öl auf Leinwand, 62,8 × 81,8 × 2,5 cm, Stadtmuseum Meersburg.
- Selbstbildnis. 1963, Öl auf Karton, 46,5 × 45,6 cm, Stadtmuseum Meersburg.
- Landschaft bei Florenz. 1964, Öl auf Leinwand, 45 × 50,5 cm, Städtische Wessenberg-Galerie Konstanz.
- Frühling in Meersburg. 1968, Öl auf Leinwand, 45,5 × 59,5 cm, Städtische Wessenberg-Galerie Konstanz.

#### Mischtechnik auf Leinwand
- Stillleben mit Blume. 1960 / 70, Mischtechnik auf Leinwand, 62,2 × 43,9 cm, Stadtmuseum Meersburg.
- Die Meersburg. 1966, Mischtechnik auf Leinwand, 45 × 59,2 × 2 cm, Stadtmuseum Meersburg.

#### Farbholzschnitt / Druck
- Die Nilbarke. o. J., Farbholzschnitt Handdruck, 30,4 × 24,8 cm, Städtische Wessenberg-Galerie Konstanz.
- Markt in Luxor - Suk. o. J., Farbholzschnitt Eigenhanddruck, 24,7 × 21 cm, Städtische Wessenberg-Galerie Konstanz.
- Shellal beim Staudamm, Oberägypten. o. J., Farbholzschnitt Handdruck, 24,4 × 24,3 cm, Städtische Wessenberg-Galerie Konstanz.
- Straße in Assuan, Oberägypten. o. J., Farbholzschnitt Handdruck, 24,5 19 cm, Städtische Wessenberg-Galerie Konstanz.
- Mädchen aus Nubien. o. J., Farbholzschnitt Eigenhanddruck, 12,5 × 7,7 cm, Städtische Wessenberg-Galerie Konstanz.
- Der blinde Bettler, Var. 1 o. J., Farbholzschnitt Eigenhanddruck, 21,2 × 13,5 cm, Städtische Wessenberg-Galerie Konstanz.

## Ausstellungen / Rezeption
Weissenborn stellte unter anderem bereits früh im renommierten Salon d’Automne in Paris aus und obwohl sie zu Lebzeiten und später mit dem Umzug an den Bodensee eine anerkannte Künstlerin und Schriftstellerin war, gilt ihr Werk heute als nahezu vergessen. Die meisten ihrer Bilder befinden sich in Privatbesitz, ihr literarisches Werk ist nur noch antiquarisch erhältlich.
Ihre Präsenz am Bodensee ab 1948 schlug sich auch in der Presse nieder. Der Südkurier schrieb über ihre Ausstellung im Meersburger Schloss 1985: „Katharina Weißenborn arbeitet ungemein präzis, nicht nur in der Anwendung ihrer technischen Mittel, sondern auch in dem sensiblen Gespür für das Atmosphärische, das oft nur mit einer Geste, einer Farbnuance einer leichten Verschleierung angedeutet und doch überaus klar präsent ist.“
Zwischen dem 9. Mai und dem 30. August 2020 waren Werke von Katharina Weissenborn im Rahmen der Ausstellung Beruf: Künstlerin! Zehn deutsche Malerinnen am Bodensee zu sehen. Die Städtische Wessenberg-Galerie Konstanz präsentierte die Künstlerin gemeinsam mit weiteren Künstlerinnen des süddeutschen Raums.

## Zitat
„Es gibt in der künstlerischen Arbeit für mich keine Unterscheidung nach dem Geschlecht; es gibt nur den Künstler. Unsere Aufgabe ist Erhebung und Erziehung, unser Schaffen hat Pfeil und Keil zu sein in der unbeirrbaren Richtung auf das Neue.“